# ナショナル麻布
ナショナル麻布株式会社（ナショナルあざぶ、NATIONAL AZABU CO.,LTD.）は、東京都港区に本社を置き、スーパーマーケットの運営を手掛けている企業。中島董商店の子会社。

## 概要
ナシヨナル物産は、1962年にスーパーマーケット第1号店であるナショナル麻布スーパーマーケットを開業して以降、1986年にナショナル田園、2015年にナショナル麻布スーパーマーケット 広尾ガーデンヒルズ店を開業させ、3店舗体制でスーパーマーケットの運営を行ってきた。
ナシヨナル物産の親会社である東北新社は2023年6月16日、ナシヨナル物産が手掛けているスーパーマーケット事業を東北新社が同年5月16日に設立した株式会社NAホールディングスへ同年9月29日付で譲渡した上で、同日付でNAホールディングス株式の90%を中島董商店へ譲渡する事、スーパーマーケット事業に関連する土地及び建物を同日付で中島董商店のグループ会社である株式会社董花へ譲渡する事を発表した。
NAホールディングスは2023年7月にナショナル麻布株式会社へ商号変更。ナショナル麻布は同年9月29日付でナシヨナル物産からスーパーマーケット事業を吸収分割により譲受したと同時に、ナショナル麻布株式の90%が中島董商店へ譲渡されたと同時に、ナショナル麻布は中島董商店の子会社となった。

## 沿革
- 2023年
  - 5月16日 - 株式会社NAホールディングスとして設立。
  - 7月 - 商号をナショナル麻布株式会社へ変更。
  - 9月29日 - ナシヨナル物産からスーパーマーケット事業を譲受。同時に株式の90%を中島董商店へ譲渡。

## 店舗
東京都内で3店舗を運営している。

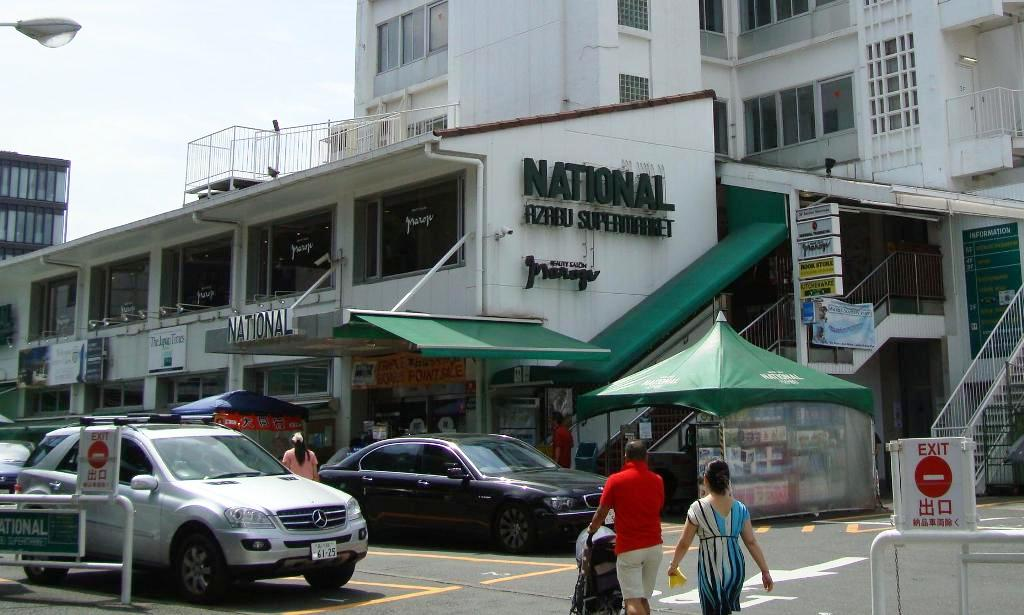
ナショナル麻布スーパーマーケット（旧店舗）

- ナショナル麻布スーパーマーケット（東京都港区）
- ナショナル田園（東京都世田谷区）
- ナショナル麻布スーパーマーケット 広尾ガーデンヒルズ店（東京都渋谷区）